# Lago di Leffe
Il lago di Leffe era un lago pleistocenico, situato nell'attuale val Gandino, in provincia di Bergamo.

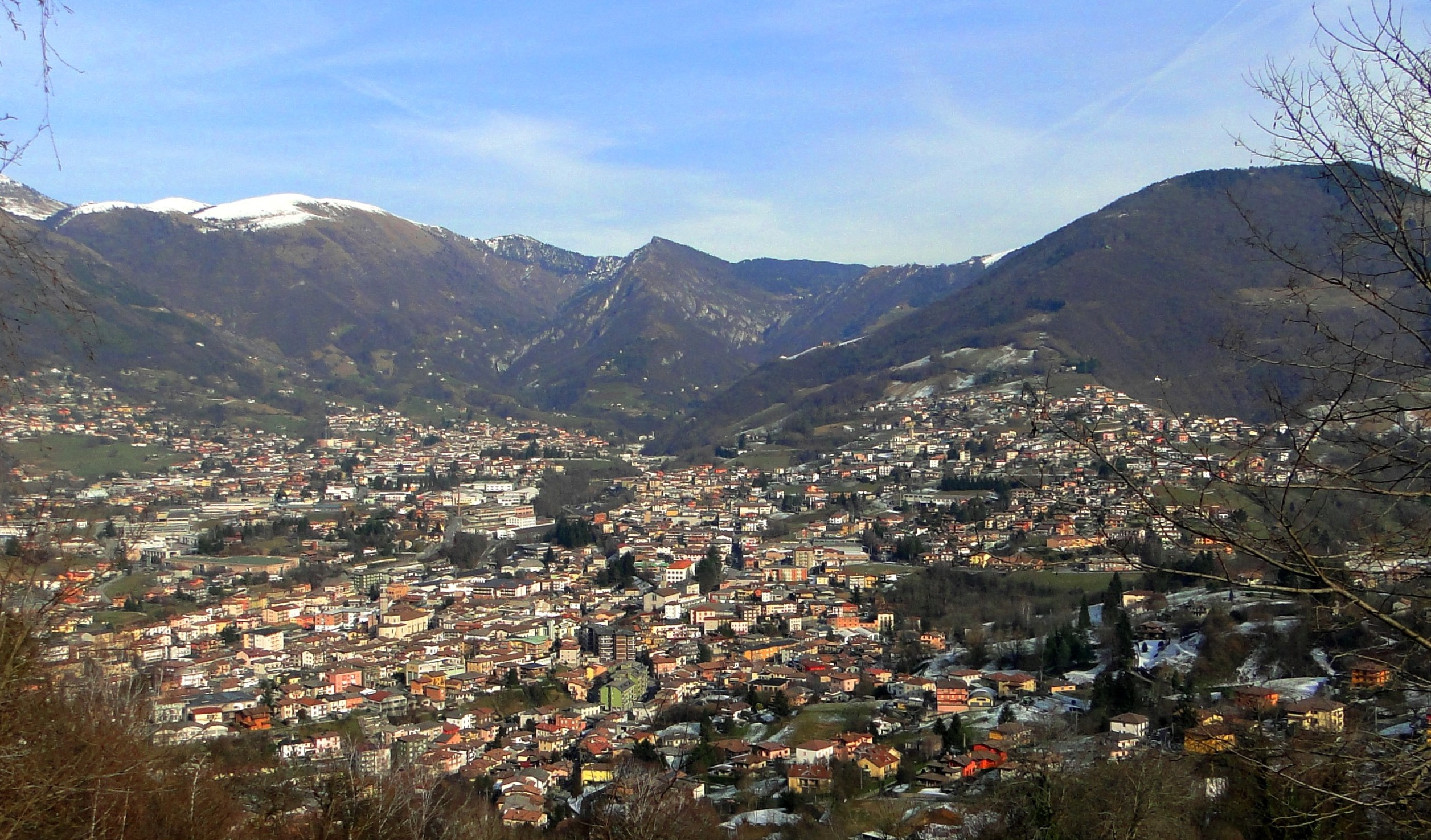
L'anfiteatro naturale della val Gandino, in cui si adagiava il lago di Leffe

La storia di lago di Leffe può essere fatta iniziare nella prima fase del periodo geologico del Pleistocene, circa 1.800.000 anni fa. La sua presenza è dimostrata chiaramente sia dall'attuale conformazione geologica della val Gandino, ben visibile dalle alture circostanti, sia dall'analisi del sottosuolo, ricco di strati di argilla, carbonati lacustri e lignite, creatisi grazie alla sedimentazione di piante acquatiche.
La creazione fu resa possibile dallo sbarramento che venne a crearsi nella parte terminale del torrente Romna, che in quel tempo sfociava nel Serio mediante una paleovalle (ora totalmente ricoperta da detriti) situata dove attualmente si trova il cimitero di Casnigo, frontalmente all'abitato di Colzate. La foce venne infatti ostruita dal deposito di materiali portati dal Serio, creando inoltre un rigurgito delle acque portate a valle dalla Romna. Un'altra teoria ritiene invece che la formazione del lago fosse dovuta al movimento delle faglie che compongono il pizzo Formico che, per via dell'attività tettonica, permisero l'abbassamento del substrato roccioso.

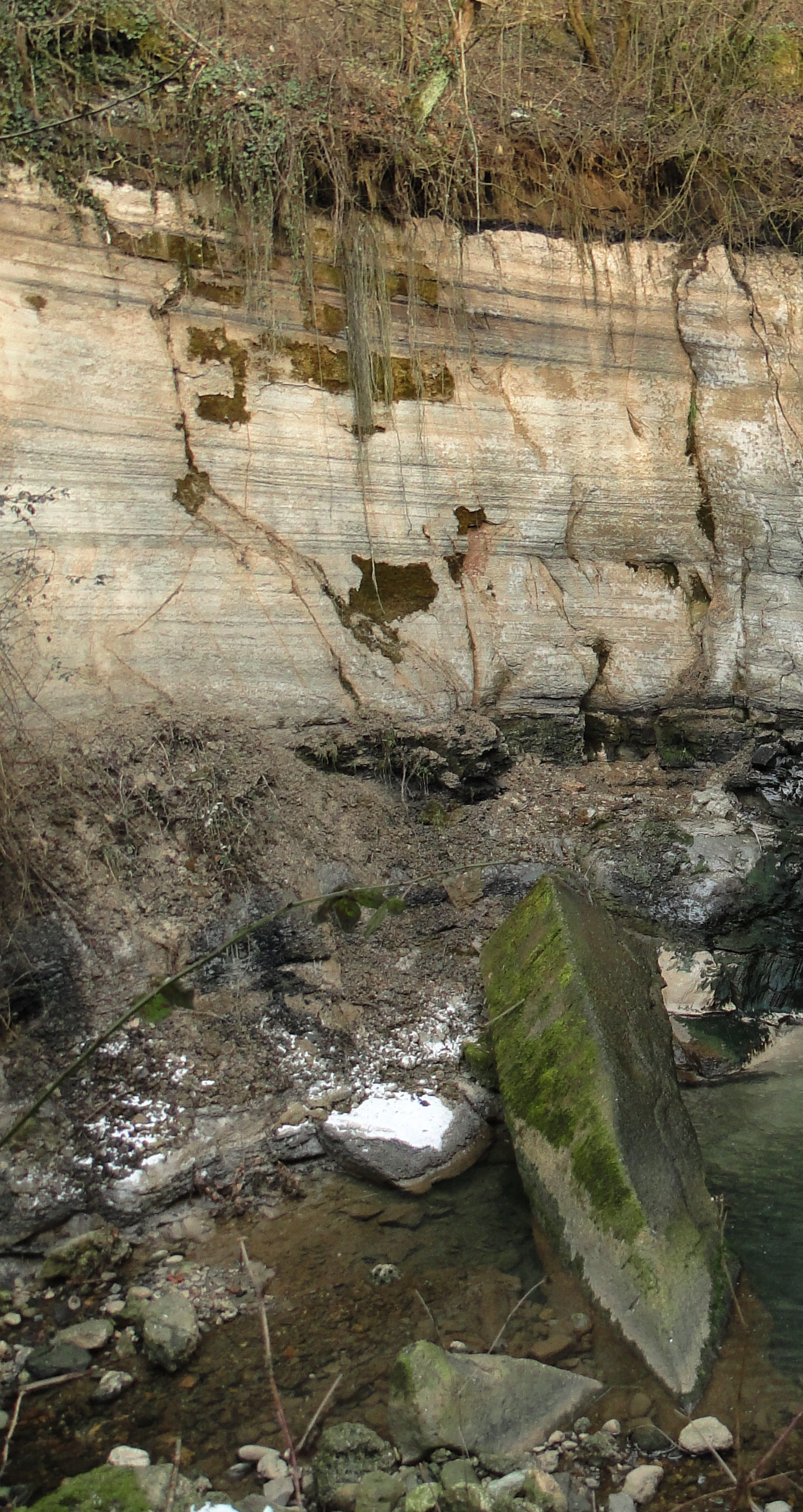
Affioramenti di carbonati lacustri presso il torrente Re (Cazzano Sant'Andrea)

Il fondale del lago, inizialmente posto alla stessa altezza del resto della val Seriana, cominciò lentamente ad accumulare detriti, innalzandosi di circa 130 metri nella conca dominata dai Farno e Formico, quota che tuttora caratterizza l'altipiano della val Gandino. Al massimo della sua espansione arrivò a ricoprire una superficie di 4,2 km², una larghezza massima di 4,4 chilometri, ed una profondità massima di 20-30 metri
I suoi affluenti erano i torrenti delle valli Piana e Concossola, che attualmente si fondono dando vita alla Romna, ed il Re, mentre il Rino contrariamente a quanto avviene oggi, indirizzava la sua corsa verso la sella di san Rocco, ricadendo quindi nel bacino della valle Rossa.
Questo bacino chiuso esistette per 800.000 anni, accumulò un notevole numero di reperti fossili che hanno permesso di ricostruire gran parte delle forme viventi presenti in quei tempi remoti. Si va da alcune piante fossilizzate, conchiglie lacustri e fossili animali, i cui primi ritrovamenti risalgono al periodo compreso tra la fine del XVIII e l'inizio del XIX secolo, come testimoniato dalla documentazione raccolta dallo scienziato Giovanni Maironi da Ponte.
Numerosi studiosi, tra i quali Giuseppe Balsamo Crivelli, Emilio Cornalia, Ferdinando Sordelli, Antonio Stoppani ed altri ricercatori del Museo civico di storia naturale di Milano, furono attratti dalla grande quantità di materiale fossile, tanto da recarsi ripetutamente presso le locali miniere di lignite, permettendo il ritrovamento di quantità sempre crescenti di reperti.
Tra questi vi sono parti di tigre dei denti a pugnale (Megantereon cultridens), alce dei Carnuti (cervalces carnutorum), Megacero (Megaloceros obscurus), euladocero (euladocerus ctenoides-discranios), castori, driomio (Dryomys nitedula), cervo nobile (Cervus affinis), Emys europeae, ippopotamo antico (Hippopotamus antiquus), Rhinoceros Lepthorinus, elefante antico (Palaeoloxodon antiquus), bue etrusco (Leptobos Etruscus), mammuth lanoso (Mammuthus primigenius), ma soprattutto l'elefante del caldo (Elephas meridionalis) ed il rinoceronte etrusco (Stephanorhinus etruscus), dei quali sono stati rinvenuti frammenti di una ventina di esemplari, ora custoditi presso i musei di storia naturale di Milano (dei quali una parte venne distrutta durante i bombardamenti della seconda guerra mondiale) e di Bergamo.
Inoltre, carotaggi effettuati nel 1991 in una zona compresa fra la vecchia Fornace Martinelli e la Ca' Moranda confermarono la presenza di alberi oggi estinti in Europa, ma ancora presenti nel continente asiatico ed americano: famosi sono il cipresso cinese ed americano, l'hickory (Carya), il Liquidambar, la noce del Caucaso (Pterocarya fraxinifolia), lo Tsuga charugii ed il cedro dell’ Atlante .
Poi, circa un milione di anni fa, cedette l'argine posto tra l'Agro di Casnigo e la località Prato Colle (posta sulle pendici del monte Beio), svuotando completamente il bacino. Successivamente, in un periodo compreso tra 950.000 e 870.000 anni fa, nella zona ebbe a riformarsi un altro bacino, molto più piccolo del precedente e ribattezzato Lago di Cà Manòt per via della località omonima in cui inizialmente venne individuato. Questo venne a crearsi per via dell'innalzamento della conoide alluvionale del fiume Serio che, gonfio per lo scioglimento dei ghiacciai che in quel tempo arrivavano fino a Ponte Nossa, ostruì nuovamente lo sbocco della conca. 
Tuttavia, per via delle temperature rigide presenti in quel periodo di glaciazione, il nuovo lago non presentava forme di vita. 